# Capidjys
Capidjys, portiers ou huissiers du sérail, ainsi nommés d'un mot turc qui signifie gardien de la porte. Ils sont 400, commandés par 4 capitaines et un chef qui porte le nom de capidjyler-ketkhoudassy (maître d'hôtel). Ils forment la garde du divan.
Les capidjy-baschis sont les chambellans du sultan. Ils ont la charge d'introduire les ambassadeurs, d'annoncer aux pachas, aux vizirs, et autres personnages, les volontés du sultan, de les conduire en exil et autrefois de leur présenter le fatal cordon.

## Source
Cet article comprend des extraits du Dictionnaire Bouillet. Il est possible de supprimer cette indication, si le texte reflète le savoir actuel sur ce thème, si les sources sont citées, s'il satisfait aux exigences linguistiques actuelles et s'il ne contient pas de propos qui vont à l'encontre des règles de neutralité de Wikipédia. Les informations données sont peut-être désormais erronées ou incorrectes : vous pouvez partager vos connaissances en améliorant ou en modifiant cet article.